# Pseudalus limonia
Pseudalus limonia là một loài bướm đêm thuộc phân họ Arctiinae, họ Erebidae.